# Tootsie
Tootsie er en amerikansk komediefilm fra 1982 instrueret og produceret af Sydney Pollack. Filmen har Dustin Hoffman i hovedrollen som den arbejdsløse skuespiller Michael Dorsey, der må klæde sig ud som en kvinde for, at få en rolle. Desuden medvirker Jessica Lange og Teri Garr.
Tootsie blev nomineret til syv Oscars, bl.a. for bedste film og bedste mandlige hovedrolle. Jessica Lange vandt en Oscar for bedste kvindelige birolle.

## Medvirkende
- Dustin Hoffman
- Jessica Lange
- Teri Garr
- Dabney Coleman
- Charles Durning
- Bill Murray
- Sydney Pollack
- George Gaynes
- Geena Davis
- Doris Belack
- Lynne Thigpen
- Estelle Getty

## Ekstern henvisning
- Tootsie på Internet Movie Database (engelsk)
- Tootsie på Filmdatabasen
- Tootsie på Scope
- Tootsie i Svensk Filmdatabas (svensk)
- Tootsie på AlloCiné (fransk)
- Tootsie på MovieMeter (nederlandsk)
- Tootsie på AllMovie (engelsk)
- Tootsie hos American Film Institute (engelsk)
- Tootsies profil hos Encyclopædia Britannica Online (engelsk)
- Tootsie på Turner Classic Movies (engelsk)

1. ↑  Navnet er anført på engelsk og stammer fra Wikidata hvor navnet endnu ikke findes på dansk.